# Malotraktor

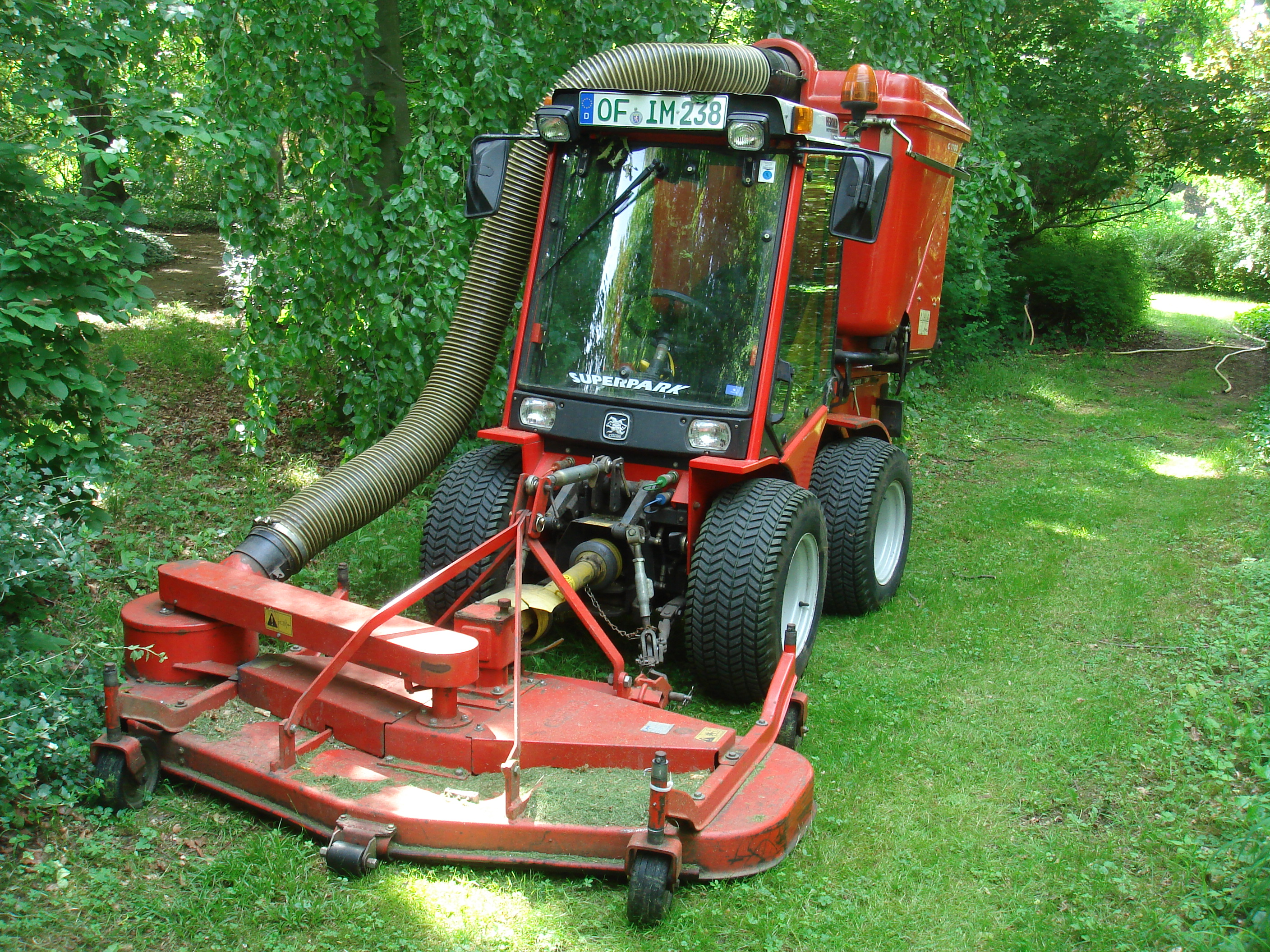
Malotraktor dvouosý vč. žacího ústrojí se sběrem

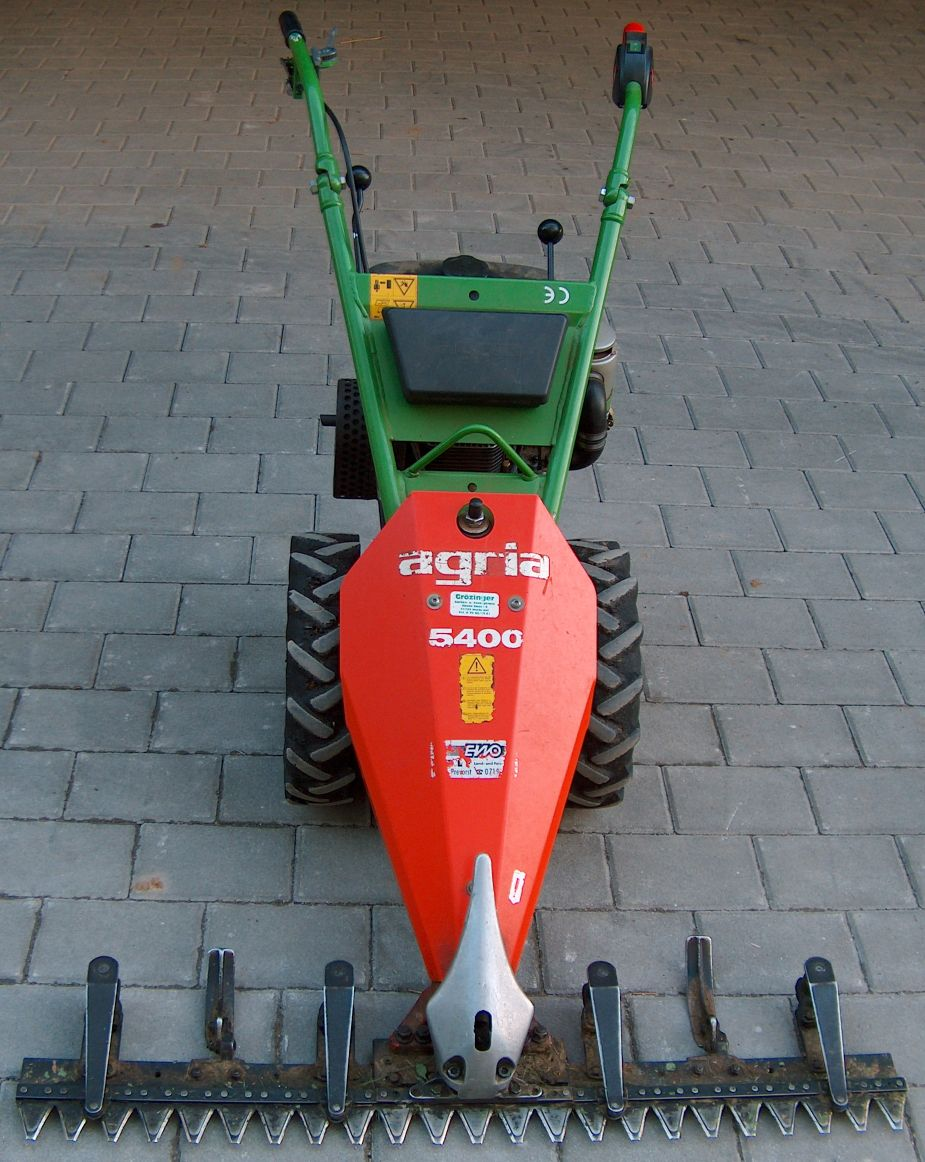
Jednonápravový nosič nářadí vč. žací lišty

Malotraktory dvouosé jsou v podstatě „menší bratři“ velkých traktorů. Na rozdíl od velkých zemědělských traktorů jsou díky svým kompaktním rozměrům a menší hmotnosti určeny zejména pro drobné farmáře a komunální služby (technické služby měst a obcí). Obvykle proto také bývají vybaveny pro provoz na pozemních komunikacích (vlastní SPZ). Malotraktory jsou dodávány s kabinou (klimatizace, vytápění) nebo bez – vybaveny ochranným rámem ROPS. Obrovskou výhodou malotraktorů je jejich variabilita, je možné k nim připevnit rozličné typy nástavců pro různé činnosti (sečení, hnojení, orba, úklid, odklízení sněhu, převoz materiálu atd.). 
Zvláštními malotraktory jsou malotraktory pouze jednonápravové – nosiče nářadí. Jde o stroje vybavené základní motorovou jednotkou, obsluha kráčí (nikoliv tlačí) za strojem. Pohon stroje probíhá prostřednictvím mechanické, příp. hydrostatické převodovky. Vlastní využití je v možnosti napojení široké škály příslušenství: sečení a mulčování trávy, úprava půdy, úklid komunikací, zimní údržba.